# De spellekeszot
 De spellekeszot is het 26ste album uit de Belgische stripreeks De avonturen van Urbanus en verscheen in 1990. Het werd getekend door Willy Linthout en bedacht door Urbanus zelf.

## Verhaal
In dit verhaal wordt Urbanus gokverslaafd, uiteindelijk wordt hij door een tv-quiz baas van de wereld. Met alle gevolgen van dien.

## Culturele verwijzingen
- In dit album komt Urbanus in het bezit van Rad van Fortuin nadat Walter Capiau en een kandidaat die het rad een te zware draai had gegeven tevergeefs probeerden te vermijden dat het rad in een rivier rolde. (Walter Capiau presenteerde destijds op VTM "Het Rad van Fortuin".)